# شیدلر (اکلاهما)
شیدلر(به انگلیسی: Shidler) شهری در ایالت اکلاهما کشور ایالات متحده آمریکا است که جمعیت آن در سرشماری سال ۲۰۱۰ میلادی، ۴۴۱ نفر بوده‌است.